# SOMUA S-40
 (octobre 2016).
Si vous disposez d'ouvrages ou d'articles de référence ou si vous connaissez des sites web de qualité traitant du thème abordé ici, merci de compléter l'article en donnant les références utiles à sa vérifiabilité et en les liant à la section « Notes et références ».
Le SOMUA S-40 est un prototype de char de combat français de la Seconde Guerre mondiale, dérivé du char moyen SOMUA S-35. Il devait entrer en production après la construction du S-35 no 451, attendue pour juillet 1940. 374 exemplaires de S-40 avaient été commandés à la SOMUA.

## Historique
Le S-40 est une évolution du char de cavalerie S-35. Le nouveau char reçoit une amélioration du train de roulement, ayant pour objectif de passer un obstacle horizontal de 80 cm, là où le S-35 n'atteint que 50 cm. Le train de roulement est de conception chenille inclinée que l'on retrouvera sur un certain nombre d'autres modèles. On lui installe aussi un moteur plus puissant, capable de supporter la tonne supplémentaire qui va s'ajouter. Outre ces quelques modifications, les premières versions étaient prévues pour être produites à hauteur de 80 chars, mais ces derniers devaient être équipés de la tourelle du S-35. La seconde tranche de construction devait recevoir la nouvelle tourelle biplace ARL 2C, exploitant la nouvelle technique de la soudure électrique, lui procurant des arêtes plus vives à l'instar du S-35 qui, lui, est complètement moulé. Le char devait recevoir par ailleurs en tourelle le canon de 47 mm SA-35 équipant déjà le S-35 ainsi qu'une mitrailleuse MAC-31.
En 1941, la France envisageait de produire 800 S-40 pour équiper la France, l'Italie et l'Allemagne de ces chars, mais se méfiant du réarmement français, Hitler stoppa le projet. Après l'attaque de Pearl Harbor, une commande de 250 S-40 fut passée pour le Japon. De plus, Vichy fut autorisé à équiper son armée du S-40 équipé d'une nouvelle tourelle FCM de 3 hommes armée d'un SA-37 de 47 mm. La production fut arrêtée après l'opération Torch en Afrique du Nord, qui poussa l'Allemagne à prendre le contrôle de toute la France.

## Production
Il semblerait que les carcasses du S-40 aient été commandées dès septembre 1939, vides de tout matériel. Cependant rien n'est moins sûr quant à la production de ces dernières en série. Leur production revenait aux établissements Schneider et Cail. Ainsi la tourelle devait être fabriquée par un autre fournisseur. SOMUA était chargé de les transformer et de les équiper en matériel de combat après qu'elles eurent été usinées par différents établissements[réf. nécessaire]. SOMUA prévoit une production à partir de juillet 1940 ou même fin juin. Seul un prototype, dont la superstructure est une maquette en bois, est achevé.